# Polsuw Poznań
Polsuw Poznań – system automatycznej zmiany rozstawu kół pojazdów szynowych. Został opracowany w roku 2019 na bazie systemu SUW 2000 skonstruowanego w latach 1992–1998 przez inżyniera Ryszarda Suwalskiego z ZNTK w Poznaniu. W skład systemu wchodzą specjalnie wykonane zestawy kołowe (montowane w pojazdach szynowych) oraz urządzenia przestawcze (montowane w torach). Głównym celem stosowania zestawu jest szybka zmiana rozstawu kół pojazdu szynowego na styku systemów o różnych rozstawach szyn, a zatem najczęściej na granicy państw, ale też na granicy obszarów obsługiwanych przez różnych przewoźników, jak np. Polskie Koleje Państwowe – Linia Hutnicza Szerokotorowa. 
Zestaw powstał w wyniku współpracy pracowników z PKP SA, Politechniki Poznańskiej, Politechniki Warszawskiej oraz Instytutu Kolejnictwa w Warszawie. W stosunku do systemu SUW 2000 zastosowano nowe rozwiązania technologiczne znacząco ograniczające koszty eksploatacji produktu. W 2019 zestaw (patent, dokumentacja i majątkowe prawa autorskie) został zakupiony przez PKP SA.
W założeniach najważniejszym zadaniem systemu ma być wspomaganie przewozów przez polską granicę wschodnią, szczególnie chodzi o przewozy na Nowym Jedwabnym Szlaku. Przestawianie odbywa się bez ingerencji obsługi, podczas jazdy z prędkością 30–40 km/h. System jest znacznie bardziej uniwersalny niż hiszpańskie rozwiązanie firmy Talgo. Możliwe jest jego dostosowanie do prawie każdego styku rozstawów szyn. Działa niezależnie od warunków pogodowych. Montaż systemu był rozważany w Gniewczynie Łańcuckiej, gdzie fabrykę wagonów miało zbudować PKP Cargo.
W roku 2025 Ministerstwo Infrastruktury potwierdziło istnienie kompletnej dokumentacji technicznej systemu oraz przeprowadzenie w roku 2024 prac mających na celu utrzymanie ochrony patentowej systemu oraz zabezpieczenie posiadanych zasobów technologicznych i dokumentacyjnych. Ponadto stwierdzono, że PKP SA posiada 2 wagony towarowe wyposażone w system wyprodukowane przez ZNTK Poznań, a pojawiające się opinie, że dokumentacja systemu została utracona, mogą odnosić się jedynie do dokumentacji wykonawczej, która – w przypadku podjęcia produkcji – i tak musiałaby być wykonana na nowo z uwzględnieniem specyfiki ewentualnego producenta. Jako przyczynę niewdrożenia systemu podano niepewną sytuację geopolityczną powodującą zmniejszenie przewozów transgranicznych. Rozważane jest za to wznowienie prac nad projektem w formie działalności badawczo-rozwojowej przy wsparciu środków publicznych.